# Erik Lesser
Erik Lesser (* 17. Mai 1988 in Suhl) ist ein ehemaliger deutscher Biathlet und heutiger Biathlontrainer. Seine größten Erfolge waren der Doppelweltmeistertitel in der Verfolgung und der Staffel bei den Weltmeisterschaften 2015 und der Gewinn der Silbermedaille im 20-km-Einzelwettbewerb bei den Olympischen Winterspielen 2014 in Sotschi.

## Leben und Karriere

### Anfänge

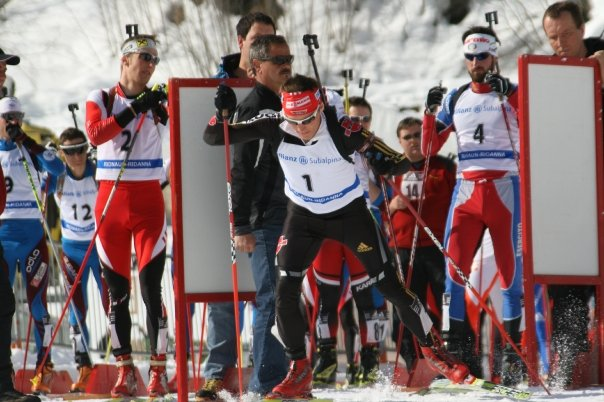
Erik Lesser (Startnummer 1) beim Start zum Verfolgungsrennen im IBU-Cup 2009 in Ridnaun, das er ebenso wie Einzel und Sprint gewann

Erik Lesser, Enkel des Skilangläufers Axel Lesser, trainierte überwiegend in Oberhof. Sein Trainer war Mark Kirchner, zuvor Peter Sendel. Lesser begann im Alter von sechs Jahren mit dem Skilanglauf und wechselte 1999 im Alter von elf Jahren zum Biathlon. Der Absolvent des Sportgymnasiums Oberhof startete für den SV Eintracht Frankenhain. Der Sportsoldat bestritt seine ersten internationalen Rennen 2006 im Rahmen des Junioren-Europacups in Obertilliach. Schon in seinem zweiten Rennen, einem Verfolger, lief er als Sechstplatzierter unter die besten zehn. Ein Jahr später wurde er an selber Stelle in einem Einzel Zweiter und erreichte damit erstmals eine Podiumsplatzierung. Zwei weitere Podiumsplatzierungen folgten bis 2008, gewinnen konnte Lesser kein Junioren-Europacup-Rennen.
2008 startete er in Ruhpolding bei seinen ersten Juniorenweltmeisterschaften und wurde dort Siebter im Einzel, 16. im Sprint und Achter in der Verfolgung. Ein Jahr später gewann er in Canmore die Bronzemedaille im Einzelwettbewerb, wurde Elfter in Sprint und Verfolgung und gewann als Startläufer gemeinsam mit Simon Schempp, Benedikt Doll und Florian Graf Staffelgold. Nach den Juniorenweltmeisterschaften durfte Lesser erstmals im IBU-Cup 2008/09 der Senioren antreten und gewann dort beim Saisonfinale auf Anhieb seine ersten drei Rennen in Ridnaun. Im Sommer gewann er bei den Junioren-Sommer-Weltmeisterschaften in Oberhof auf Skirollern die Titel im Sprint und in der Verfolgung.

### Erste Weltcupeinsätze (Saison 2009/10 bis 2011/12)
In der Saison 2009/10 startete Lesser durchgehend im IBU-Cup. Dort konnte er ein Rennen gewinnen und kam in fast allen Rennen unter die besten zwanzig Athleten.
Bei den Europameisterschaften in Otepää gewann Lesser zusammen mit Simon Schempp, Daniel Böhm und Christoph Knie Gold in der Herrenstaffel und Silber in der Verfolgung. Schon im Sprint erreichte er mit Rang sechs und im Einzel mit dem vierten Platz gute Ergebnisse.
Nach den Europameisterschaften durfte Lesser erstmals im Weltcup starten. Bei seiner Weltcup-Premiere in Kontiolahti am 12. März 2010 belegte Lesser in der deutschen Mixed-Staffel mit Kati Wilhelm, Magdalena Neuner und Simon Schempp den zweiten Platz. Sein Debüt in einem Einzelrennen beendete er als 44. im Sprint, womit er sich für die Verfolgung qualifizierte, die Lesser auf dem 51. Rang beendete.
Die folgende Saison begann Lesser wieder im IBU-Cup. Allerdings stieg er erst zum Jahresbeginn 2011 in die Wettkämpfe ein, konnte aber gleich sein erstes Rennen, den Einzelwettbewerb in Nové Město, gewinnen. Auch die letzten beiden Rennen vor den Europameisterschaften beendete Lesser jeweils als Erster. Mit diesen guten Ergebnissen ging es dann zu den Europameisterschaften nach Ridnaun. An die guten Ergebnisse aus dem Vorjahr konnte er aber nicht ganz anknüpfen. Der Herrenstaffel mit Robin Kiel, Benedikt Doll und Florian Graf gelang zwar die Titelverteidigung, in den Einzelwettkämpfen reichte es aber nicht zu einer Medaille. Im Einzel wurde er Achter, im Sprint Sechster und in der Verfolgung fiel er nach sechs Strafrunden auf den 13. Platz zurück.
Danach durfte er noch beim Weltcupfinale am Holmenkollen in Oslo starteten. Als 40. im Sprint gewann er seinen ersten Weltcuppunkt und verbesserte seine Leistung im Verfolgungsrennen auf den 24. Platz.
Wie auch in den vorhergehenden Saisons startete Lesser in der Saison 2011/12 überwiegend im IBU-Cup. Die Leistungen waren ähnlich denen des Vorjahres und er erreichte das Ziel meistens innerhalb der Top Zwanzig. Nach zwei Siegen in Forni Avoltri durfte Lesser wieder am Weltcup teilnehmen. Mit einem 83. Platz im Einzel war er zunächst deutlich abgeschlagen. Mit einem 51. Platz im Sprint konnte er sich dann aber für sein zweites Verfolgungsrennen qualifizieren, welches er als 29. beendete.
Bei den folgenden Europameisterschaften in Osrblie gewann Lesser als Schlussläufer mit Daniel Böhm, Matthias Bischl und Johannes Kühn erneut den Titel im Staffelrennen sowie Bronze im Einzel. Im Sprint wurde er zudem Elfter, im Verfolgungsrennen Siebter. Wenig später kam er in Kontiolahti erneut zu Weltcupeinsätzen und lief im Sprint auf Rang 23 und im darauffolgenden Verfolger auf Platz 22 und konnte seine Bestleistung aus der Vorsaison um einen bzw. zwei Plätze verbessern.
Nach diesem Weltcupeinsatz ging es nochmal im IBU-Cup an den Start, dort konnte er nach einem elften Platz im Sprint, mit der Verfolgung das letzte Rennen der Saison gewinnen. Anschließend erhielt er beim Weltcupfinale erneut eine Startmöglichkeit, konnte sich als 61. im Sprint aber nicht für die Verfolgung qualifizieren.

### Erste Weltcupsaison (Saison 2012/13)
Die Saison 2012/13 war Lessers erste vollständige Weltcupsaison. Beim Weltcupauftakt in Östersund stand Lesser im ersten Rennen der Saison zum ersten Mal auf dem Weltcup-Siegerpodest. Er belegte dank eines Rennens ohne Schießfehler im Einzel den dritten Platz. Mit einem 14. und einem 13. Platz in Sprint und Verfolgung konnte er in Östersund zwei weitere gute Ergebnisse erzielen. Bis zu den Weltmeisterschaften konnte er dann aber nicht mehr die Top Ten erreichen, blieb aber, bis auf ein Rennen, immer innerhalb der Punkteränge.
Die Weltmeisterschaften in Nové Město waren die ersten für Erik Lesser. In Sprint und Verfolgung verfehlte er mit einem 12. und einem 14. Platz die Top Ten zunächst nur knapp. Mit drei Strafminuten reichte es im Einzel dann aber nur zum 34. Platz. Im Staffelrennen schoss er dann im letzten Schießen noch zwei Strafrunden, so dass Deutschland hinter Norwegen und Frankreich als Dritter ins Ziel kam und somit Bronze gewann. Im abschließenden Massenstart kam er mit nur einer Strafrunde durch und wurde Fünfter.
Bei den Rennen in Oslo erreichte er seine zweite Podestplatzierung. Er wurde Dritter im Massenstart. Mit einem sechsten Platz im Sprint in Sotschi konnte er eine weitere Top-Ten-Platzierung in dieser Saison erreichen. Lesser beendete die Saison als 16. Welt und erreichte in der Sprintwertung den zehnten Platz.

### Erste Olympische Spiele (Saison 2013/14)
Die olympische Saison begann für Lesser mit einem zehnten Platz im Einzel und einem siebten Platz im Sprint. In Hochfilzen reichte es nach fünf Strafrunden im Sprint nur zu einem 72. Platz und er verpasste damit die Verfolgung. In Annecy lief es dann wesentlich besser. Zunächst wurde Lesser mit Andreas Birnbacher, Arnd Peiffer und Simon Schempp hinter Russland Zweiter in der Staffel. Da der Russe Alexander Loginow allerdings nachträglich für zwei Jahre wegen Dopings gesperrt wurde, wurde die russische Staffel disqualifiziert und der deutschen Staffel der Sieg nachträglich zuerkannt. Den Sprint beendete Lesser fehlerfrei als Neunter, nachdem er auch in der Verfolgung fehlerfrei blieb, kam er als Zweiter ins Ziel. Dies war sein bisher bestes Ergebnis im Weltcup. Zu Beginn des Jahrs 2014 musste er zunächst den Start in Oberhof im Sprint und somit auch die Verfolgung absagen, im Massenstart wurde er dann aber noch 19. Auch in Ruhpolding und Antholz kam er nicht unter die besten Zehn.
Bei den Olympischen Spielen 2014 in Sotschi gewann Erik Lesser Silbermedaillen im Einzelwettbewerb und mit der deutschen Staffel. Am Schlusstag nahm er am 50-km-Langlauf teil und belegte hier den 42. Platz unter 64 Startern. Im Sprint wurde er 21., in der Verfolgung 16. und im Massenstart 26.
Für seine Medaillengewinne erhielt er von Bundespräsident Joachim Gauck am 8. Mai 2014 das Silberne Lorbeerblatt.
Auch nach den Olympischen Spielen reichte es für Lesser nicht mehr für Topergebnisse. Bis zum Ende der Saison kam er nur noch einmal unter die besten Zwanzig und blieb sogar zwei Mal außerhalb der Punkteränge. Nachdem er in der Gesamtwertung des Weltcups zwischenzeitlich auf dem vierten Platz gelegen hatte, beendete er die Saison als 27. Auch in den Einzeldisziplinen konnte er nicht an die guten Ergebnisse des Vorjahres anknüpfen. Dies lag auch daran, dass er an den Wettkämpfen auf der Pokljuka gar nicht teilgenommen hatte.

### Verfolgungsweltmeister (Saison 2014/15)

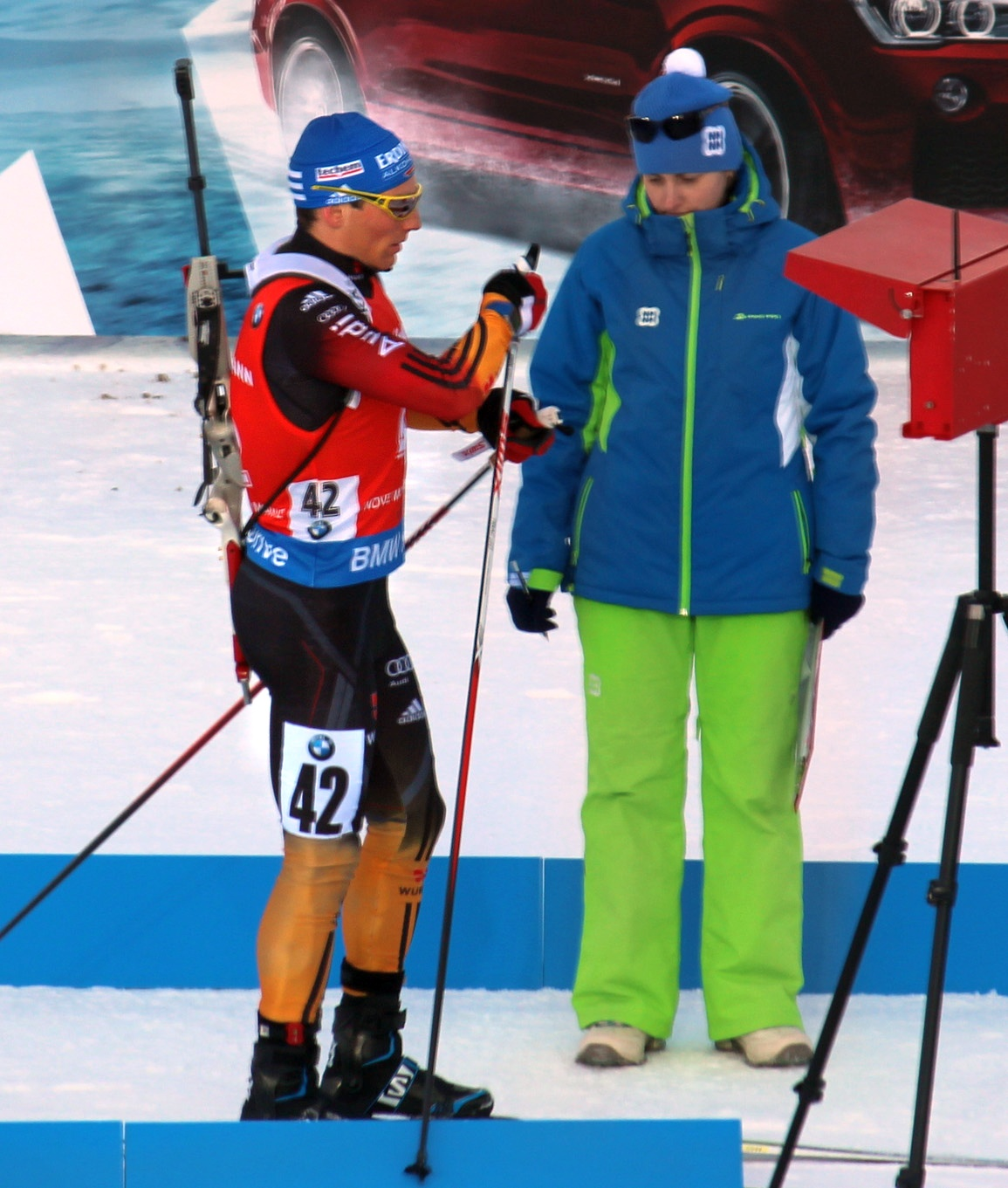
Erik Lesser (Sprintstart in Nové Město, 2015)

Die nacholympische Saison begann für Lesser ähnlich wie die vorangegangene. Das Podest im Einzel verfehlte er um drei Sekunden und wurde Vierter. In den restlichen Rennen des Jahres 2014 kam er dann aber nur noch zwei Mal unter die besten zwanzig Athleten. Im neuen Jahr lief es dann etwas besser, in Oberhof wurde er im Massenstart Zwölfter und in Antholz konnte er sich nach einem 19. Rang im Sprint in einer fehlerfreien Verfolgung auf den sechsten Platz verbessern.
In Nové Město wurde dann zum ersten Mal eine Single-Mixed-Staffel ausgetragen. Zusammen mit Luise Kummer erreicht er den vierten Platz. In den folgenden Jahren lief Lesser die meisten Single-Mixed-Staffeln mit Franziska Preuß. Mit einem achten Platz in der Verfolgung und einen neunten Platz im Einzel erreichte er vor den Weltmeisterschaften noch zwei Top-Ten-Ergebnisse.
Bei den Weltmeisterschaften 2015 in Kontiolahti belegte Erik Lesser im Sprintrennen den fünften Platz. In der anschließenden Verfolgung gewann er die Goldmedaille und feierte damit auch seinen ersten Weltcupsieg überhaupt. Mit dem Staffelsieg bei den Weltmeisterschaften wurde Lesser Doppelweltmeister. Im Einzel reichte es mit einer Strafminute nur für den 18. und im Massenstart für den 17. Platz. Beim Saisonfinale in Chanty-Mansijsk kam er über einen dreizehnten Platz im Massenstart nicht hinaus. Er beendete die Saison als Zehnter der Welt, was somit seine beste Weltcupsaison war. In der Einzelwertung wurde er Siebter und in der Massenstartwertung Fünfter. Auch diese Platzierungen waren seine bisher besten.

### Zweiter Weltcupsieg (Saison 2015/16)
Mit nur zwei Weltcuppunkten startete Lesser in die Saison 2015/16. Beim Auftakt in Östersund war er im Einzel 39. geworden. Auch die beiden folgenden Rennen waren nur unwesentlich besser. In Hochfilzen lag er mit einem 42. Platz im Sprint zunächst außerhalb der Punkte, konnte sich dann aber in der Verfolgung auf den 25. Platz verbessern. Mit einem 12. Platz in der Verfolgung auf der Pokljuka kam er dann zum ersten Mal in die Nähe der Top Ten. Dies reichte aber dafür, um sich als 27. für den Massenstart zu qualifizieren, welchen er als 16. beendete. Das neue Jahr begann ohne Weltcuppunkte mit einem 41. Platz im Sprint in Ruhpolding. Für den letzten Wettkampf in Ruhpolding, dem Massenstart, schaffte Lesser die Qualifizierung gerade und ging als 30. an den Start. Er blieb fehlerfrei und gewann das Rennen mit 9,8 Sekunden Vorsprung auf Martin Fourcade. Dies war sein zweiter Weltcupsieg.
Nach diesem Ausreißer nach oben ging es für Lesser mit Ergebnissen jenseits der Top Ten weiter. In Presque Isle konnte er vor den Weltmeisterschaften noch einen vierten Platz im Sprint erreichen.
Die Weltmeisterschaften in Oslo begann Lesser mit einem 19. Platz im Sprint. In der Verfolgung konnte er sich auf den siebten Platz verbessern und konnte so seinen Vorjahrestitel nicht verteidigen. Mit einer Strafminute wurde er auch im Einzel Siebter. Auch die Staffel konnte er ihren Titel nicht verteidigen, musste sich aber nur der norwegischen Staffel geschlagen geben und gewann Silber. Im abschließend Massenstart wurde er dann 14. Die Saison beendete er dann beim letzten Weltcup in Chanty-Mansijsk mit guten Ergebnissen. Im Sprint zunächst Fünfter, konnte er sich in der Verfolgung auf den dritten Platz verbessern. Insgesamt reichte es für den 14. Platz der Welt, in der Verfolgungswertung wurde er Neunter.

### Zehnter der Welt (Saison 2016/17)
Die Saison 2016/17 begann für Erik Lesser und Franziska Preuß mit dem ersten Podestplatz in der Single-Mixed-Staffel. Sie wurden Dritte hinter Frankreich und Österreich. In die Einzelrennen in Östersund startete Lesser mit einem 31. Platz im Einzel und beendet sie als Fünfter in der Verfolgung. Auf der Pokljuka und in Nové Město kam er fast immer unter die besten Zwanzig, nur eine Verfolgung beendete er als 24. In das Jahr 2017 startete er mit zwei fünften Plätzen in Sprint und Verfolgung in Oberhof. Nachdem er im Massenstart zwischenzeitlich in Führung gelegen hatte, verließ er den Schießstand nach dem letzten Schießen als Dritter, hinter Martin Fourcade und Ole Einar Bjørndalen. Sowohl Lesser als auch Schempp konnten Bjørndalen auf der Schlussrunde überholen. Schempp überholte Fourcade dann auf der Zielgeraden und Lesser konnte sich im Fotofinish gegen Fourcade durchsetzen. Damit wurde Lesser Zweiter im Massenstart, sein bisher bestes Saisonergebnis. In Ruhpolding konnte er an diesen Erfolg aber nicht anknüpfen. In Antholz erreichte er im letzten Rennen vor den Weltmeisterschaften noch einen achten Platz im Massenstart.
Die diesjährigen Weltmeisterschaften fanden in Hochfilzen statt. Für Erik Lesser waren es die ersten Weltmeisterschaften ohne eine Medaille. In Sprint und Verfolgung verfehlte er diese mit einem 37. und einem 28. Platz deutlich. Im Einzel kam er als Vierter mit 11 Sekunden Rückstand ins Ziel. Auch mit Staffel verfehlte er eine Medaille knapp, nachdem Schempp sich auf der Schlussrunde den drittplatzierten Österreicher Dominik Landertinger geschlagen geben musste. Nach drei Strafrunden beendete er diese Weltmeisterschaften als 21. im Massenstart.
Anschließend fanden die Testwettkämpfe für die Olympischen Spiele in Pyeongchang statt. Dort konnte er nur mit einem sechsten Platz im Sprint überzeugen. Die Wettkämpfe in Kontiolahti musste er krankheitsbedingt auslassen. Beim Saisonfinal in Oslo kam er dann aber auch nicht über einen 14. Platz im Massenstart hinaus.
Wie auch die Saison 2014/15 beendete Lesser diese Saison als Zehnter der Welt. Auch in der Verfolgungswertung wurde er Zehnter, in der Einzelwertung Elfter und in der Sprintwertung 14. Im Massenstart erreichte er mit einem fünften Platz seine beste Einzelwertung.

### Zweite Olympische Spiele (Saison 2017/18)
Zu Beginn seiner zweiten olympischen Saison konnte er sein Vorjahresergebnis der Single-Mixed-Staffel in Östersund um einen Platz verbessern. Zusammen mit Vanessa Hinz kam er als Zweiter hinter dem Österreicher Simon Eder ins Ziel. Im Sprint erreichte er mit einem dritten Platz auch gleich ein Einzelpodest. Nachdem er in Hochfilzen nur einmal unter die besten Zehn gekommen war und in Annecy zunächst außerhalb der Punkte landete, wurde Lesser im Massenstart noch Dritter. Zu Beginn des neuen Jahres musste er die Wettkämpfe in seiner Heimat Oberhof krankheitsbedingt auslassen. In Ruhpolding ging er dann an den Start, landete jedoch im Einzel mit vier Strafminuten auf dem 63. Platz und auch im Massenstart reichte es nur für Platz 18. Die letzten Wettkämpfe vor den Olympischen Spielen in Antholz verliefen mit den Plätzen, 15, 37 und 17 ähnlich.
Bei den Olympischen Spielen 2018 in Pyeongchang blieb Lesser bei den Einzelstarts ohne Podestplatz. In Sprint und Verfolgung wurde er jeweils Elfter, im Einzel Neunter und im Massenstart Vierter, mit 0,4 Sekunden Rückstand auf den drittplatzierten Schempp. Auch mit der Mixed-Staffel wurde er Vierter, gewann jedoch mit der Herren-Staffel die Bronzemedaille.
Nach den Spielen ging es zunächst erfolgreich weiter, Siebter im Sprint und Fünfter im Massenstart von Kontiolahti. In Oslo kamen dann aber Plätze jenseits der zwanzig in Lessers Ergebnisbilanz hinzu. Die Saison beendete Lesser mit zwei fünften und einem neunten Platz in Tjumen. In der Gesamtwertung verschlechterte er sich im Vergleich zum Vorjahr um einen Platz auf den elften Platz. In der Massenstartwertung verlor er ebenfalls einen Platz und wurde Sechster. In der Sprintwertung verbesserte er sich um einen Platz auf 13. In der Einzel- und der Verfolgungswertung verlor er jedoch deutlich.

### Nacholympische Saison (Saison 2018/19)

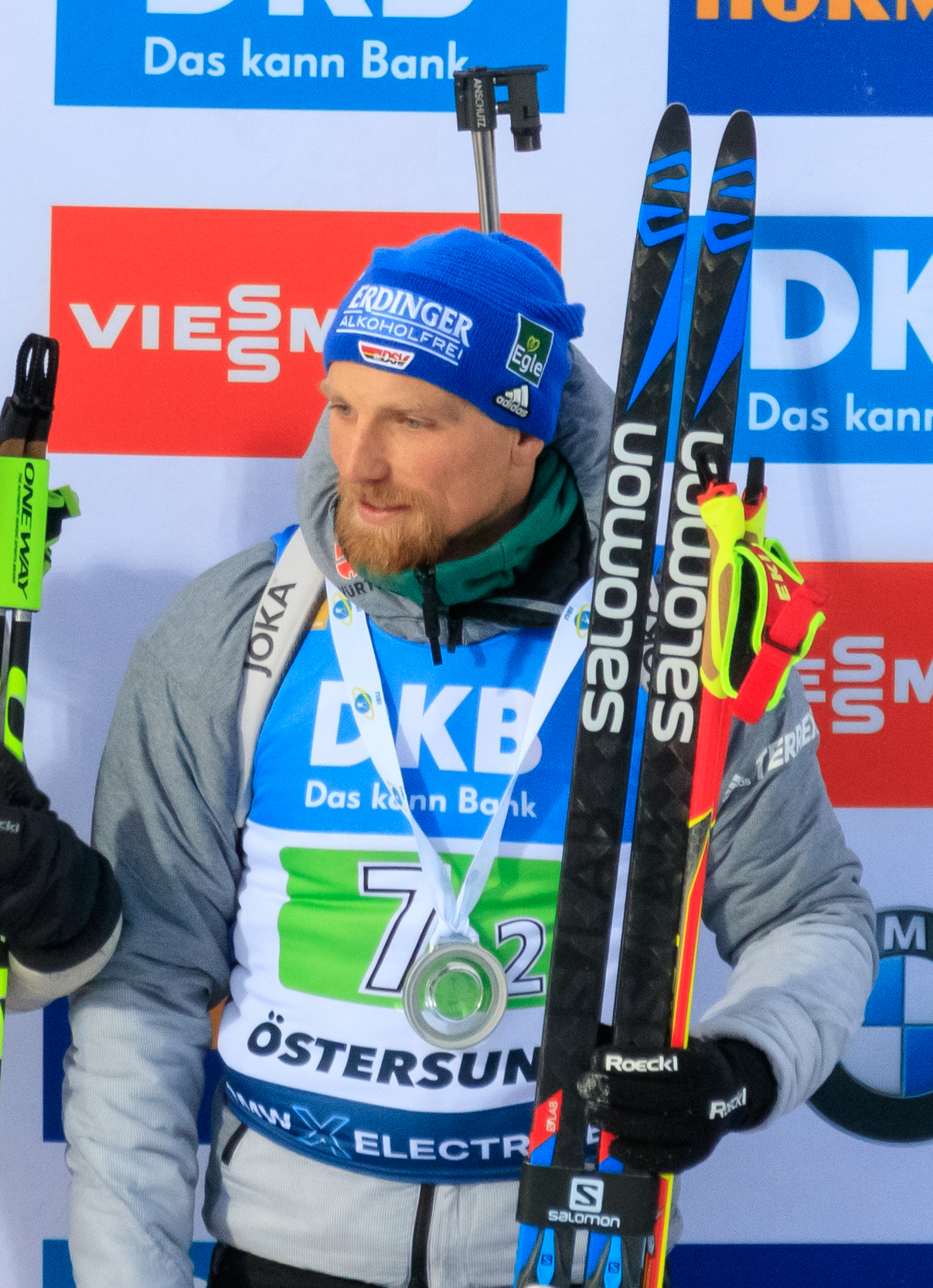
Erik Lesser (Siegerehrung in Östersund, 2019)

Die Saison 2018/19 begann wenig erfolgversprechend. Beim diesmal auf der Pokljuka stattfindenden Saisonauftakt war Lessers bestes Ergebnis ein 23. Platz im Einzel. In Hochfilzen erreichte er im Sprint dann den 17. Platz. Die Wettkämpfe in Nové Město verpasste er aufgrund von Rückenproblemen, welche auch die restliche Saison nicht ganz behoben werden konnten. Im neuen Jahr ging er zunächst an den Start, sagte aber den Verfolgungsstart in Oberhof und die Wettkämpfe in Ruhpolding ab. In Antholz erreichte er als bestes Ergebnis einen 21. Platz. Bei den Wettkämpfen in Nordamerika lief es dann deutlich besser. Bei einem verkürzten Einzel in Canmore wurde er Achter und in Midway wurde er Vierter und Fünfter in Sprint und in der Verfolgung.
Anschließend fanden die Weltmeisterschaften in Östersund statt. Diese startete Lesser mit einem achten Platz im Sprint. In Verfolgung und Einzel wurde er jeweils Elfter. Bei dem erstmals ausgetragenen Wettkampf um den Single-Mixed-Staffel-Weltmeistertitel wurde Lesser mit Denise Herrmann Vierter. Zusammen mit Roman Rees, Arnd Peiffer und Benedikt Doll konnte er dann im Staffelwettbewerb Silber gewinnen. Mit sechs Strafrunden reichte es im abschließend Massenstart aber nur für den 27. Platz. Beim letzten Massenstart der Saison wurde er, mit gleicher Schießleistung, Letzter. Aufgrund der vielen verpassten Wettkämpfe beendete er die Saison nur als 23. der Welt. In der Disziplinenwertung des Einzels wurde er dennoch Achter.

### IBU-Cup und WM-Medaillen (Saison 2019/20)
Die folgenden Saison begann für Erik Lesser und Franziska Preuß in Östersund mit einem zweiten Platz im Single-Mixed-Wettbewerb. Im Sprint wurde er dann aber nur 33. und im Einzel 72. Auch in Hochfilzen landete er mit einem 70. Platz außerhalb der Punkteränge und verpasste somit die Verfolgung, mit einem 82. im Sprint Annecy verpasste er auch die zweite Verfolgung des Jahres und war im ersten Trimester nur einmal in die Punkte gekommen.
Aufgrund seiner schlechten Leistung startete er im nächsten Jahr zunächst im IBU-Cup. Mit fünf Top-Ten-Plätzen in sechs Rennen erhielt er auf der Pokljuka nochmal die Möglichkeit, sich für die Weltmeisterschaften zu qualifizieren. Mit einem 20. Platz im Einzel konnte er sich für den Massenstart qualifizieren, wo er 14. wurde. Aufgrund der fehlenden vollständigen Qualifikation wurde Lesser nicht für einen Einzelstart bei den Weltmeisterschaften nominiert. Zunächst trat er erneut im IBU-Cup an und wurde im Verfolgungsrennen Zweiter.
Mit diesen Ergebnissen hatte Lesser sich einen Staffelstart bei den Weltmeisterschaften in Antholz erarbeitet. Zusammen mit Preuß trat er in Single-Mixed-Staffel an und gewann Silber hinter Norwegen. Anschließend durfte er dann auch in der Staffel starten und gewann Bronze. Anschließend wollte er bei den Europameisterschaften starten und dann seine Saison beenden, um die gesundheitlichen Probleme zu beheben. Aus privaten Gründen hat er die Saison dann doch nach den Weltmeisterschaften beendet.

### Konstante Punkte im Weltcup (Saison 2020/21)
Die Saison 2020/21 begann für Erik Lesser mit einem dritten Platz im Einzel in Kontiolahti. Im anschließenden Sprint erreichte er mit dem neunten Rang erneut die Top Ten. Beim zweiten Weltcup, welcher ebenfalls in Kontiolahti stattfand. erreichte er im Sprint den 16. Platz und in der nachfolgenden Verfolgung den 19. Rang. Überdies landete er mit der Staffel als Dritter auf dem Podium. In den folgenden Weltcups in Hochfilzen sammelte er erneut Punkte und belegte mit der Staffel den dritten Rang. Bei den anschließenden Weltcups in Oberhof erzielte er in der zweiten Woche einen vierten Platz im Sprint, womit er knapp das Podium verpasste sowie einen achten Rang in der nachfolgenden Verfolgung. In Antholz verpasste Lesser als 48. zunächst die Punkte, wobei er im anschließenden Massenstart als 24. erneut Punkte erzielte.
Anschließend fanden die Weltmeisterschaften in Pokljuka statt. Im Sprint erzielte er nach zwei Schießfehlern nur den 66. Rang, womit er sein schlechtestes Saisonergebnis erzielte und ebenfalls die Verfolgung verpasste. In den anschließenden Einzelrennen startete er nicht. In den Staffelrennen erzielte er jeweils in der Staffel, der Mixed-Staffel und der Single-Mixed-Staffel den siebten Rang. In den vier Einzelrennen der anschließenden Weltcups in Nové Město erreichte Lesser jeweils die Top Zwanzig. Außerdem siegte er zusammen mit Benedikt Doll, Arnd Peiffer und Philipp Nawrath in der Staffel. Beim letzten Weltcup der Saison in Östersund erreichte er in der Verfolgung als Fünfter erneut die Top 10, wobei er nach dem Ergebnis im Sprint erst auf dem 33. Rang startete. Die Saison beendete er auf dem 16. Rang im Klassement.

### Dritte Olympische Spiele und Karriereende (Saison 2021/22)
Das erste Rennen der Saison 2021/22 musste Lesser aufgrund einer Erkältung verpassen. Beim anschließenden Sprint erzielte er den 44. Rang und verpasste damit die Punkteränge. Beim zweiten Weltcup in Östersund erzielte er als 18. in der Verfolgung seine ersten Weltcuppunkte in dieser Saison. Im darauffolgenden Weltcup in Hochfilzen erzielte er als 34. im Sprint respektive als 28. in der Verfolgung weitere Punkte. Beim Weltcup in Annecy und damit den letzten Weltcup des Jahres 2021 erzielte Lesser abermals Punkte und erreichte als 10. in der Verfolgung erstmals in dieser Saison die Top Ten. Zu Beginn des neuen Jahres erzielte er in Oberhof den 15. Platz im Sprint sowie den achten Platz in der Verfolgung. Beim nachfolgenden Weltcup in Ruhpolding erzielte er sowohl im Sprint als auch in der Verfolgung den sechsten Rang. Überdies erzielte er den zweiten Rang mit der Staffel. Beim anschließenden Weltcup in Antholz kurz vor dem Beginn der Olympischen Spiele 2022 verzichtete er auf den Start aufgrund der anhaltenden COVID-19-Pandemie sowie der Wettkampfbelastung.
Bei den Olympischen Spielen 2022 erzielte er im Einzel lediglich den 67. Rang. Außerdem startete Lesser in der Staffel und verpasste als Vierter knapp das Podest. Beim nachfolgenden Weltcup in Kontiolahti belegte er zunächst den 12. Rang in Sprint und erreichte als Zweiter in der Verfolgung erstmals in dieser Saison das Podium. In Kontiolahti kündigte er zudem sein Karriereende an. Beim folgenden Weltcup in Otepää erreichte er mit dem siebten Rang im Sprint und fünften Platz im Massenstart erneut die Top Ten. Der letzte Weltcup seiner Karriere war in Oslo. Im Sprint erzielte er zunächst den fünften Rang, bevor er in der anschließenden Verfolgung Erster wurde und damit seinen dritten und letzten Weltcupsieg sammelte. Mit einem vierten Platz im Massenstart am Holmenkollen beendete Erik Lesser am 20. März 2022 seine Karriere. Die Saison beendete er auf dem 10. Platz im Klassement sowie auf dem dritten Platz im Verfolgungsweltcup.

### Trainerlaufbahn
Nach seinem Karriereende begann Erik Lesser das dreijährige Trainerstudium an der Trainerakademie Köln.
Nach dem Rückzug von Mark Kirchner arbeitet er seit Mai 2023 als Schießtrainer der Männer-Profi-Gruppe am Bundesstützpunkt Biathlon in Oberhof an der Seite von Jens Filbrich und Marko Danz. Im Mai 2025 übernahm er zusätzlich das Training der Altersklassen 16 und 17 am Oberhofer Skigymnasium.

### Privates
Lesser lebt mit seiner Lebensgefährtin und zwei Kindern in Oberhof.

## Auftritte in Film und Fernsehen
- 2016: Die große ProSieben Völkerball Meisterschaft

## Auszeichnungen
- Thüringens Sportler des Jahres 2015

## Statistik

### Weltcupsiege
| Nr. | Datum         | Ort              | Disziplin   |
| --- | ------------- | ---------------- | ----------- |
| 1.  | 8. März 2015  | Kontiolahti (WM) | Verfolgung  |
| 2.  | 16. Jan. 2016 | Ruhpolding       | Massenstart |
| 3.  | 19. März 2022 | Oslo             | Verfolgung  |

| Nr. | Datum         | Ort                     | Disziplin |
| --- | ------------- | ----------------------- | --------- |
| 1.  | 13. Dez. 2013 | Annecy-Le Grand-Bornand | Staffel 1 |
| 2.  | 14. März 2015 | Kontiolahti (WM)        | Staffel 2 |
| 3.  | 21. Jan. 2017 | Antholz                 | Staffel 3 |
| 4.  | 5. März 2021  | Nové Město na Moravě    | Staffel 4 |

### Weltcupplatzierungen
Die Tabelle zeigt alle Platzierungen (je nach Austragungsjahr einschließlich Olympische Spiele und Weltmeisterschaften).
- 1.–3. Platz: Anzahl der Podiumsplatzierungen
- Top 10: Anzahl der Platzierungen unter den ersten zehn (einschließlich Podium)
- Punkteränge: Anzahl der Platzierungen innerhalb der Punkteränge (einschließlich Podium und Top 10)
- Starts: Anzahl gelaufener Rennen in der jeweiligen Disziplin
- Staffel: inklusive Mixed- und Single-Mixed-Staffeln

| Platzierung          | Einzel | Sprint | Verfolgung | Massenstart | Staffel | Gesamt |
| -------------------- | ------ | ------ | ---------- | ----------- | ------- | ------ |
| 1. Platz             |        |        | 2          | 1           | 4       | 7      |
| 2. Platz             |        |        | 2          | 1           | 14      | 17     |
| 3. Platz             | 2      | 1      | 1          | 2           | 10      | 16     |
| Top 10               | 8      | 19     | 17         | 9           | 57      | 110    |
| Punkteränge          | 19     | 66     | 62         | 33          | 58      | 238    |
| Starts               | 24     | 83     | 66         | 33          | 58      | 264    |
| Stand: 19. März 2022 |        |        |            |             |         |        |

### Olympische Winterspiele
Ergebnisse bei Olympischen Winterspielen:
| Olympische Winterspiele | Olympische Winterspiele | Einzel | Sprint | Verfolgung | Massenstart | Staffel | Mixedstaffel |
| Jahr                    | Ort                     | Einzel | Sprint | Verfolgung | Massenstart | Staffel | Mixedstaffel |
| ----------------------- | ----------------------- | ------ | ------ | ---------- | ----------- | ------- | ------------ |
| 2014                    | Sotschi                 | 2.     | 21.    | 16.        | 26.         | 2.      | –            |
| 2018                    | Pyeongchang             | 9.     | 11.    | 11.        | 4.          | 3.      | 4.           |
| 2022                    | Peking                  | 67.    | –      | –          | –           | 4.      | –            |

### Weltmeisterschaften
Ergebnisse bei den Weltmeisterschaften:
| Weltmeisterschaften | Weltmeisterschaften | Einzel | Sprint | Verfolgung | Massenstart | Staffel | Mixedstaffel | Single-Mixedstaffel |
| Jahr                | Ort                 | Einzel | Sprint | Verfolgung | Massenstart | Staffel | Mixedstaffel | Single-Mixedstaffel |
| ------------------- | ------------------- | ------ | ------ | ---------- | ----------- | ------- | ------------ | ------------------- |
| 2013                | Nové Město          | 34.    | 12.    | 14.        | 5.          | 3.      | –            |                     |
| 2015                | Kontiolahti         | 18.    | 5.     | 1.         | 17.         | 1.      | –            |                     |
| 2016                | Oslo                | 7.     | 19.    | 7.         | 14.         | 2.      | –            |                     |
| 2017                | Hochfilzen          | 4.     | 37.    | 28.        | 21.         | 4.      | –            |                     |
| 2019                | Östersund           | 11.    | 8.     | 11.        | 27.         | 2.      | –            | 4.                  |
| 2020                | Antholz             | –      | –      | –          | –           | 3.      | –            | 2.                  |
| 2021                | Pokljuka            | –      | 66.    | –          | –           | 7.      | 7.           | 7.                  |

### Juniorenweltmeisterschaften
Ergebnisse bei den Juniorenweltmeisterschaften:
| Weltmeisterschaften | Weltmeisterschaften | Einzel | Sprint | Verfolgung | Staffel |
| Jahr                | Ort                 | Einzel | Sprint | Verfolgung | Staffel |
| ------------------- | ------------------- | ------ | ------ | ---------- | ------- |
| 2008                | Ruhpolding          | 7.     | 16.    | 8.         | –       |
| 2009                | Canmore             | 3.     | 11.    | 11.        | 1.      |

### IBU-Cup-Siege
| Datum             | Ort           | Disziplin  |
| ----------------- | ------------- | ---------- |
| 11. März 2009     | Ridnaun       | Einzel     |
| 13. März 2009     | Ridnaun       | Sprint     |
| 14. März 2009     | Ridnaun       | Verfolgung |
| 13. Dezember 2009 | Ridnaun       | Sprint     |
| 8. Januar 2011    | Nove Mesto    | Einzel     |
| 5. Februar 2011   | Osrblie       | Einzel     |
| 6. Februar 2011   | Osrblie       | Sprint     |
| 7. Januar 2012    | Forni Avoltri | Einzel     |
| 8. Januar 2012    | Forni Avoltri | Sprint     |
| 11. März 2012     | Altenberg     | Verfolgung |

## Sonstiges
Seit September 2019 veröffentlicht er zusammen mit Arnd Peiffer den Podcast Das Biathlon Doppelzimmer. Mit Peiffer zusammen ist er seit der Saison 2022/23 auch als Biathlon-Experte für die ARD tätig.
Nach dem russischen Überfall auf die Ukraine stellte Lesser seiner ukrainischen Kollegin Anastassija Merkuschyna für einen Tag seinen Instagramaccount, der 30.000 Abonnenten aus Russland hat, zwecks Aufklärung der russischen Bevölkerung zur Verfügung.